# Emmanuel de Blommaert
Emmanuel de Blommaert de Soye (Hainaut, 15 de outubro 1875 - Namur, 12 de abril de 1944) foi um ginete belga. 

## Carreira
Emmanuel de Blommaert representou seu país nos Jogos Olímpicos de 1912 e 1920, na qual conquistou a medalha de bronze nos saltos individual, em 1912. 